# 1988年新光紡織士林廠關廠抗爭事件
1988年，新光集團的核心公司新光紡織股份有限公司（Shinkong Textile Co., Ltd.）以「機器老舊」、「經營虧損」為由，宣佈於1988年10月30日關閉位於臺北市士林區的士林廠；實際原因係士林廠位居黃金地段，關廠後被資方改建為新光吳火獅紀念醫院。
當時新光紡織士林廠員工約有400多人，其中來自花蓮、臺東地區的臺灣原住民少女約佔三分之二強。員工進行了為期二個多月的抗爭，要求勞委會針對資方的片面關廠無法可治的窘境擬定對策，當時就喊出了要訂定《關廠法》的訴求。
新光工人的抗爭方式有幾個特色：其一為歌唱，原住民少女以歌聲抒發心聲；其二為利用臺灣原住民歌曲及舞蹈，於抗爭現場鼓舞士氣，並回報聲援的工運人士。這次抗爭造就第一張工人抗爭歌曲的錄音帶。
由於緊密的官商勾結與主流媒體有意或無意忽視等因素，1989年1月7日，抗爭員工在身心俱疲的情形下投票通過終止抗爭行動，同時成立「新光戰友團」，承諾10年後大家再相聚。

## 文獻
- 台灣勞工運動簡史 1920～1999（台灣勞工陣線網站）